# Triticellopsis tissieri
Triticellopsis tissieri is een mosdiertjessoort uit de familie van de Triticellidae. De wetenschappelijke naam van de soort is voor het eerst geldig gepubliceerd in 1961 door Gautier.